# Zawada (powiat zamojski)
Zawada – wieś w Polsce, położona w województwie lubelskim, w powiecie zamojskim, w gminie Zamość.
W latach 1973–1976 miejscowość była siedzibą gminy Zawada.
W latach 1975–1998 miejscowość należała administracyjnie do województwa zamojskiego.
Wieś jest sołectwem w gminie Zamość. Według Narodowego Spisu Powszechnego z roku 2011 wieś liczyła 1736 mieszkańców.
Jest to jedna z większych wsi w gminie Zamość, położona przy drodze krajowej nr 74. Stanowi także niewielki węzeł kolejowy, gdzie od linii Rejowiec – Bełżec odbiega linia kolejowa na wschód do Zamościa i Hrubieszowa; ponadto biegnie tędy Linia Hutnicza Szerokotorowa.
Wierni Kościoła rzymskokatolickiego należą do parafii św. Stanisława w Wielączy.

## Części wsi
| SIMC    | Nazwa     | Rodzaj    |
| ------- | --------- | --------- |
| 0906887 | Reforma   | część wsi |
| 0906893 | Resztówka | część wsi |
| 0906918 | Zarudzie  | kolonia   |

## Historia
Wieś została osadzona na gruntach wieląckich Ordynacji Zamojskiej około połowy XVII stulecia. Pierwsza wzmianka o wsi i folwarku tej nazwy pochodzi z 1677 roku.
Prawdziwy rozwój wsi nastąpił jednak z początkiem XX wieku, kiedy to wybudowano linię kolejową przechodzącą przez wieś.
Spisy i inwentarze od powstania do końca XVIII wieku traktują obie wsie razem, dołączając Zawadę do Wielączy. Między innymi rewizja podatkowa z 1731 r. traktuje wieś jako część Wielączy.

W roku 1794 powstał w Zawadzie nowy folwark, w miejsce starego, w tekście dyplomu cesarza Józefa II z 1786 roku Zawadę zaliczono wraz z Wielączą do klucza szczebrzeskiego Ordynacji. 

Nowo powstały folwark obejmował 588 ha gruntów uprawnych, w tym 563 ha gruntów ornych i 24 ha łąk. Z inwentarza gospodarczego z 1800 roku wiadomo że był w nim dworek z małym sadem oraz starą karczmą. 

Według spisu z roku 1827 było tu 157 domów i 1101 mieszkańców.
Nota Słownika geograficznego z roku 1895 opisuje Zawadę, która wraz z Bodaczowem i Wielączą ma stanowić jedną wielką wieś „zabudowania której ciągną się linią do 7 wiorst długości mającą”. Folwark Zawada wchodził wówczas w skład dóbr Mokre.

## Transport
Od stycznia 2024 roku Urząd Marszałkowski Województwa Lubelskiego sfinansował całoroczne kolejowe połączenia pasażerskie z Zamościa przez Zawadę, Zwierzyniec, Susiec do Bełżca. W rozkładzie jazdy znalazły się 4 kursy w każdą ze stron. Są one skomunikowane w Zawadzie i Zamościu z pociągami z Lublina i Warszawy umożliwiając dojazd z pozostałych części kraju. W piątki i niedziele jedna para została wydłużona do Hrebennego.

## Sport
GLKS Echo Zawada
W Zawadzie funkcjonuje Gminny Ludowy Klub Sportowy Echo Zawada – amatorski klub piłkarski, założony w 1945 roku. Echo rozgrywa mecze na Gminnym Stadionie w Zawadzie, o pojemności 1000 widzów.